# Пенсилванска червеникава тинеста костенурка
Пенсилванска червеникава тинеста костенурка (Kinosternon subrubrum) е вид влечуго от семейство Тинести костенурки (Kinosternidae).

## Разпространение
Видът е разпространен в САЩ (Алабама, Арканзас, Вирджиния, Делауеър, Джорджия, Илинойс, Индиана, Кентъки, Луизиана, Мериленд, Мисисипи, Мисури, Ню Джърси, Ню Йорк, Оклахома, Пенсилвания, Северна Каролина, Тексас, Тенеси, Флорида и Южна Каролина).